# Enrico Stolzenburg
Enrico Stolzenburg (* 1973 in Ost-Berlin) ist ein deutscher Theaterregisseur, Klangkünstler und Professor an der Universität der Künste Berlin.

## Leben und Wirken
Stolzenburg wuchs in einer deutsch-chilenischen Familie in Ost-Berlin auf. Sein Urgroßvater Albert Stolzenburg und sein Großvater Freimut Stolzenburg waren kommunistische Revolutionäre und Widerstandskämpfer.
Zunächst inszenierte Stolzenburg mit freien Theatergruppen in Berlin. Von 1995 bis 1998 war er Regieassistent am Berliner Ensemble. Hier arbeitete er unter anderem bei Thomas Heise und als Stagemanager für Robert Wilson. Anschließend absolvierte Stolzenburg ein Regiestudium an der Hochschule für Schauspielkunst „Ernst Busch“ Berlin. Er inszenierte 2004 am Berliner b.a.t. mit Werwolf von Rainer Werner Fassbinder und Harry Baer seine Diplomarbeit. Bereits während des Studiums arbeitete er als Regieassistent von Thomas Ostermeier an der Schaubühne am Lehniner Platz. Neben Ostermeier gehörten Manfred Karge, Peter Zadek und Wolfgang Engler zu seinen wichtigsten Lehrern.
Von 2007 bis 2010 unterrichtete Stolzenburg an der Fakultät Musik der Universität der Künste Berlin. Von 2011 bis 2012 war er dort als Gastprofessor im Fach Gesang/Musiktheater tätig und inszenierte für die 13. Münchener Biennale unter dem Titel „A Game of Fives“ fünf Uraufführungen junger Komponisten.
Seine Tätigkeit als Dozent führte ihn nach Finnland, Griechenland, Lettland, Südkorea und Japan. An der Theaterakademie Helsinki leitete er drei Jahre das Brecht-Seminar der Studiengänge Schauspiel, Regie und Szenisches Schreiben. Für die New York University Berlin unterrichtet er im Programm „Stanislawski, Brecht and Beyond“.
Seit Oktober 2014 lehrt er als Professor an der Universität der Künste Berlin im Studiengang Schauspiel – Ausbildung für zeitgenössisches Theater.

## Regiearbeiten
Stolzenburg arbeitete als Regisseur an der Schaubühne am Lehniner Platz, am Deutschen Theater Berlin, am Stadttheater Bern, am Theater Freiburg, am Theater Konstanz und am Theater Magdeburg. Am Deutschen Nationaltheater Weimar war er ab 2013 als Hausregisseur tätig.
Zu seiner Arbeit außerhalb Deutschlands zählen zwei Uraufführungen in Helsinki am Theater Viirus und im Kiasma Museum of Contemporary Art sowie eine japanische Erstaufführung am Seika-Theater in Osaka.
Inszenierungen (Auswahl)
- 2003: Nur für Erwachsene von George F. Walker (Deutschsprachige Erstaufführung) Schaubühne am Lehniner Platz
- 2003: Das Ende der Zivilisation von George F. Walker (Deutschsprachige Erstaufführung) Schaubühne am Lehniner Platz
- 2003: Quartett von Heiner Müller, Deutsches Nationaltheater Weimar
- 2005: The Optic Trilogy von Alfian Bin Sa’at, 5. FIND Festival (Deutschsprachige Erstaufführung) Schaubühne am Lehniner Platz
- 2005: Distanz von Lars Norén (Uraufführung) Schaubühne am Lehniner Platz
- 2006: Orient Express von Biljana Srbljanovic, Richard Dresser, Händl Klaus, Peca Stefan, Akos Nemeth, Özen Yula, 6. FIND Festival (Uraufführung)  Schaubühne am Lehniner Platz
- 2006: Schwarze Jungfrauen von Feridun Zaimoglu und Günter Senkel, Theater Freiburg
- 2007: Kebab von Gianina Carbunariu (Deutschsprachige Erstaufführung) Schaubühne am Lehniner Platz
- 2007: Berufsberatung, Eigenes Projekt (Uraufführung) Theater Freiburg
- 2007: Die Ausnahme und die Regel von Bertolt Brecht, 7th Summer Performing Arts Festival Miryang, Südkorea
- 2008: Dantos Tod von Georg Büchner, Theater Freiburg
- 2008: Bagdad brennt, John und Peter von Düffel nach Riverbend (Uraufführung) Theater Freiburg
- 2008: Nicht genug Sauerstoff/In weiter Ferne/Die Kopien von Carl Churchill, Theater Konstanz
- 2009: Visionen und Utopien vom Denken, eigenes Projekt (Uraufführung) Theater Freiburg
- 2009: Der Selbstmörder von Nikolai Erdmann, Theater Konstanz
- 2010: Der Stein, Marius von Mayenburg, Theater Konstanz
- 2010: Kebab von Gianina Carbunariu (Japanische Erstaufführung) Seika Theater Osaka
- 2011: An kalten Tagen bitte Türen schließen von Kai Ivo Baulitz (Uraufführung) Theater Magdeburg
- 2011: Identity Is a Myth von Barbro Smeds (Uraufführung) Theater Viirus Helsinki
- 2012: Kleiner Mann, was nun? von Hans Fallada, Bühnenfassung Enrico Stolzenburg und Dag Kemser, Theater Magdeburg
- 2012: Urho von Henrikka Himma (Uraufführung) Kiasma Museum of Contemporary Art Helsinki
- 2013: Die Fraktion von Kai Ivo Baulitz (Uraufführung) Theater Magdeburg
- 2013: Weiskerns Nachlass von Christoph Hein, Bühnenfassung Enrico Stolzenburg und Julie Paucker (Uraufführung), Deutsches Nationaltheater Weimar
- 2014: Der Biberpelz von Gerhart Hauptmann, Theater Magdeburg
- 2014: Schwarze Bären von Kai Ivo Baulitz und Dietrich Eichmann (Uraufführung) Deutsches Nationaltheater Weimar
- 2014: Hofmeister nach J.M.R. Lenz von Kai Ivo Baulitz (Uraufführung) Deutsches Nationaltheater Weimar
- 2014: The killer in me is the killer in you my love von Andri Beyeler, Deutsches Theater Berlin
- 2015: Frau Paula Trousseau von Christoph Hein, Bühnenfassung Enrico Stolzenburg und Beate Seidel (Uraufführung) Deutsches Nationaltheater Weimar
- 2015: Luft nach oben von Dirk Laucke (Uraufführung) Deutsches Nationaltheater Weimar
- 2016 Störfall nach Christa Wolf, Deutsches Nationaltheater Weimar
- 2017: Bambule im Herbst von Dirk Laucke (Uraufführung) Deutsches Nationaltheater Weimar
- 2017: Die Bewerber von Kai Ivo Baulitz (Uraufführung), UNI.T – Theater der Universität der Künste Berlin,
- 2019: Trutz von Christoph Hein, Bühnenfassung Enrico Stolzenburg, Beate Seidel und Carsten Weber, Deutsches Nationaltheater Weimar
- 2023: ...damit es hundert sind. von Enrico Stolzenburg und Beate Seidel (Uraufführung), Deutsches Nationaltheater Weimar

## Werke (Auswahl)
Seit 2006 arbeitet Stolzenburg auch als Klangkünstler im In- und Ausland. Er realisiert neben experimentellem Musiktheater kontinuierlich Formate wie Installationen und Hörparcours, oft in Kooperation mit Menschen verschiedener künstlerischer Disziplinen.
- 2006: Hafenbecken I + II von Daniel Ott (Uraufführung), Rheinhafen Basel
- 2007: Landschaft.29/7 von Daniel Ott (Uraufführung), Sommerliche Musiktage Hitzacker
- 2008: Error 90/91 Musikvideo von Enrico Stolzenburg und Dietrich Eichmann,  Zeitgenössische Oper Berlin / John-Lennon-Gymnasium
- 2009: Blick Richtung Süden von Daniel Ott und Enrico Stolzenburg (Uraufführung), Tage für neue Kammermusik Witten
- 2010: Vor dem Tag von Lukas Berchtold, Helmut Lemke, Urban Mäder, Daniel Ott, Kirsten Reese, Enrico Stolzenburg (Uraufführung), Festival Rümlingen
- 2010: Klangexpedition, Der Klingende Berg, Klangballon und Stadtrundklang von Zoro Babel, Daniel Ott, Sebastian Quack, Kirsten Reese, Erwin Stache, Enrico Stolzenburg (Uraufführung) Festival „mittenDrin“, Netzwerk Neue Musik, Eisenach
- 2011: Querströmung und Querformat von Daniel Ott und Enrico Stolzenburg (Uraufführung), Tage für neue Kammermusik Witten
- 2012: A Game of Fives von Lea Muir, Cathy van Eck, Iñigo Giner Miranda, Abel Paúl, Yoav Pasovsky (fünf Uraufführungen), 13. Münchener Biennale
- 2013: Debatte von Kirsten Reese und Enrico Stolzenburg (Uraufführung), Donaueschinger Musiktage
- 2013: 9. November 1938 – Klanginstallation zum Novemberpogrom von Kirsten Reese und Enrico Stolzenburg (Uraufführung), Theaterplatz Weimar
- 2013: Hört auf diese Stadt! Hörparcours durch die Innenstadt Magdeburgs von Dag Kemser, Kirsten Reese und Enrico Stolzenburg (Uraufführung)
- 2015: Phantom Synchron von Daniel Ott, Sebastian Quack, Kirsten Reese, Enrico Stolzenburg (Uraufführung), Kunstfest Weimar
- 2015: Stadt Land Tram von Daniel Ott und Enrico Stolzenburg (Uraufführung), ZeitRäume Basel
- 2016: Sampuogn – Schlag 9 von Daniel Ott und Enrico Stolzenburg (Uraufführung), Festival Rümlingen
- 2016: The Bock – Festung Europa von Daniel Ott und Enrico Stolzenburg (Uraufführung), Festival Rainy Days Luxembourg
- 2017: Stadthaus I-III von Daniel Ott und Enrico Stolzenburg (Uraufführung) Musikkollegium Winterthur
- 2017: Mittelland ist abgebrannt von Daniel Ott, Enrico Stolzenburg und Malte Ubenauf (Uraufführung), Niedersächsische Musiktage
- 2019: Fin al Cunfin von Daniel Ott und Enrico Stolzenburg (Uraufführung), Altfinstermünz
- 2019: Aussen Stadt Innen Räume von Daniel Ott und Enrico Stolzenburg (Uraufführung), Sinfonieorchester Münster
- 2020: Une partie du tout – Ein Teil des Ganzen von Enrico Stolzenburg (Uraufführung), Lieu d’Europe, Strasbourg
- 2021: Summt! von Enrico Stolzenburg (Uraufführung), Mühlenbecker Klanglandschaften
- 2021: Donau/Rauschen Transit & Echo von Daniel Ott und Enrico Stolzenburg (Uraufführung), Donaueschinger Musiktage
- 2022: Berlin Westhafen – Umschlagplatz Klang von Daniel Ott (Uraufführung), BEHALA Westhafen, Berlin
- 2022: Zusammen Fluss – Dauerinstallation / akustische Skulptur von Daniel Ott und Enrico Stolzenburg, Donaueschinger Musiktage[6]
- 2024: Eine Brücke in die Zukunft – Dauerinstallation / 4-Kanal-Klanginstallation von Enrico Stolzenburg, Carl von Ossietzky Universität Oldenburg
- 2024: Unter Wolberg von Urban Mäder, Daniel Ott, Enrico Stolzenburg (Uraufführung), Festival Rümlingen

## Preise
- 2008: Error 90/91 Junge Ohren Preis „Musik und Medien“ mit Dietrich Eichmann